# Menneskejagt
Menneskejagt (originaltitel: North by Northwest) er en amerikansk thriller fra 1959 instrueret af Alfred Hitchcock. Det er en af hans mest kendte og populære film, der har store stjerner som Cary Grant, Eva Marie Saint og James Mason i hovedrollerne.

## Handling
Reklamemanden Roger Thornhill (Cary Grant) forveksles med en regeringsagent ved navn George Kaplan, og han tages til fange og forhøres af fremmede agenter anført af Phillip Vandamm (James Mason). Da Thornhill benægter at være Kaplan, vil agenterne skaffe sig af med ham. De hælder godt med whisky på ham og sætter ham i en bil på vej ned ad en lang bjergvej. På trods af svigtende bremser overlever han, men arresteres for spirituskørsel.
Han forsøger forgæves at overbevise omgivelserne om, at han har været kidnappet, og et besøg i huset, han blev holdt fanget i, er også resultatløst. Det ejes af en FN-diplomat ved navn Townsend, som Thornhill nu forsøger at få fat i. Da han møder ham, indser han, at det ikke er manden fra huset, men inden han når at reagere, er Townsend myrdet med en kniv. Thornhill trækker kniven ud, men bliver uheldigvis fotograferet af en pressefotograf, hvorpå han må flygte, mistænkt for mordet.
Han forsøger nu at finde Kaplan, som han er forvekslet med, og sporet fører ham til Chicago. Undervejs får han hjælp af pigen Eve Kendall (Eva Marie Saint) til at skjule sig for politiet. Han søger ved Eves tilsyneladende hjælp at møde Kaplan, men Eve er Vandamms veninde, og hun lokker ham ud på en øde vej til mødet. Her kommer ingen Kaplan, men til gengæld et fly, der forsøger at dræbe ham. Han undslipper og vender tilbage, blot for at konstatere, at Kaplan allerede tidligere havde forladt sit hotel og var rejst til Rapid City. Thornhill får nu mistanke til Eve, og han snuser op, at hun er på vej til auktion.
Ved auktionen møder han igen Vandamm, der er ved at købe en statue. Vandamm forsøger igen ved hjælp af sine mænd at få ryddet Thornhill (som han tror er Kaplan) af vejen, men Thornhill slipper ud ved bevidst at sabotere auktionen, så han bliver hentet af politiet. På vej til stationen bliver hans vogn omdirigeret til lufthavnen. Her møder han professoren (Leo G. Carroll), som er spionchef, og denne fortæller Thornhill om sagens rette sammenhæng: At Vandamm er spion på vej ud af landet med statshemmeligheder, at Kaplan ikke eksisterer, og at Eve er en af professorens folk. For at redde Eve indvilliger Thornhill i at fortsætte spillet.
Ved Mount Rushmore, hvor Vandamm har en bjerghytte, mødes Thornhill og Vandamm, og Thornhill tilbyder at lade Vandamm slippe mod at få Eve. Imidlertid skyder Eve Thornhill og stikker af. Professoren eskorterer "liget" væk, for Eve skød med løst krudt, og de to mødes igen i skoven. Thornhill bliver ophidset over at høre, at "drabet" blev fingeret for at tvinge Vandamm til at tage Eve med ud af landet. Han kan dog ikke forhindre, at hun tager til Vandamms hytte.
Senere sniger Thornhill sig til hytten, hvor han opdager, at Vandamms assistent har fundet ud af, at Eves skud var løse. Han hører også, at Vandamm så vil smide Eve af flyet over havet, og han må advare hende. Det lykkes, og netop som Vandamm og Eve er på vej ind i flyet med statuen fra auktionen indeholdende mikrofilm, befrier Thornhill Eve (med statue), og de flygter. De ender på toppen af præsidentstatuerne og ser ikke anden udvej end at forsøge at kravle ned, da de jagtes af to af Vandamms mænd. I sidste øjeblik kommer professoren dem til hjælp, og med sagen opklaret kan parret forenes.

## Baggrund
Filmen blev til i et kreativt samarbejde mellem Hitchcock og manuskriptforfatteren Ernest Lehman, som Hitchcocks faste komponist, Bernard Herrmann, havde introduceret ham for. Lehman ville gerne skrive manuskriptet til filmen over alle Hitchcockfilm, og Hitchcock nævnte så, at han gerne ville lave en forfølgelse på Mount Rushmore. Andre ideer fulgte, og de to blev enige om et overordnet forløb, herunder ideen med den ikke-eksisterende agent.

## Medvirkende
- Cary Grant – Roger Thornhill, reklamemand
- Eva Marie Saint – Eve Kendall
- James Mason – Phillip Vandamm
- Leo G. Carroll – Professoren, spionagechef
- Jessie Royce Landis – Clara Thornhill, Rogers mor
- Martin Landau – Leonard, Vandamms assistent
- Philip Ober – Lester Townsend, Vandamms chauffør
- Josephine Hutchinson – Fru Townsend, Vandamms husholderske

## Modtagelse
Filmen fik en god modtagelse ved premieren, og den blev normeret til tre Oscars, dog ikke blandt de mest betydningsfulde. Senere er den blevet mere og mere populær, og den er af det amerikanske filminstitut blevet udvalgt som nr. 40 blandt de bedste film og nr. 4 blandt de bedste thrillere gennem 100 år. Ligeledes ligger filmen konstant i top 25 hos filmdatabasen imdb.com.

## Eksterne Henvisninger
- Menneskejagt på Internet Movie Database (engelsk)
- Menneskejagt på Filmdatabasen
- Menneskejagt på Scope
- Menneskejagt i Svensk Filmdatabas (svensk)
- Menneskejagt på AlloCiné (fransk)
- Menneskejagt på MovieMeter (nederlandsk)
- Menneskejagt på AllMovie (engelsk)
- Menneskejagt hos American Film Institute (engelsk)
- Menneskejagts profil hos Encyclopædia Britannica Online (engelsk)
- Menneskejagt på Turner Classic Movies (engelsk)